# Форбак
Форбах (на немски: Forbach, френското произношение е Форба̀к) е град в департамент Мозел, Франция, регион Гранд Ест. Той се намира на около 4 km от границата с Германия и на около 9 km от най-близкия голям германски град Саарбрюкен. Има жп гара. Населението му от преброяването през 2006 г. е 22 432 души. Разположен е на площ от 16,32 км2 и гъстота от 1397 души/km².

## Личности
Родени
- Патрисия Каас (р. 1966), френска поппевица